# Sandra Oxenryd
Sandra Oxenryd (Kristinehamn, 1º ottobre 1982) è una cantante svedese, vincitrice della competizione Fame Factory nel 2005.
La Oxenryd è un'ex studentessa di economia e giocatrice di floorball. All'età di undici anni ha iniziato la sua carriera di cantante, effettuando la sua prima comparsa nella televisione nazionale. A 18 anni è arrivata seconda in una competizione di somiglianza, nella quale imitava la superstar svedese Carola Häggkvist. Dopo la vincita della Fame Factory svedese nel 2005, Sandra ha registrato il suo album di debutto con la più grande azienda svedese dello schlager (musica popolare del nord Europa). Una giuria internazionale ha deciso che Sandra Oxenryd avrebbe rappresentato l'Estonia all'Eurovision nell'edizione del 2006 con la canzone "Through my window". La canzone è scritta da Pearu Paulus, Ilmar Laisaar, Altar Kotkas (compositori) e da Jana Hallas (paroliere), gli stessi autori che hanno scritto le canzoni estoni per l'edizione del 2000 ("Once in a lifetime) e del 2002 ("Runaway"), che si sono classificate rispettivamente quarte e terze.
Benché la canzone fosse la favorita dai fan, ha totalizzato soltanto 28 punti e ha concluso alla diciottesima posizione nella semi-finale, quindi non qualificandosi per la finale.
Sandra ha lavorato in seguito per la più grande azienda svedese d'intrattenimento.